# تشارلز إيثان بورتر
تشارلز إيثان بورتر (بالإنجليزية: Charles Ethan Porter)‏ هو رسام أمريكي، ولد في 1847، وتوفي في 6 مارس 1923.